# Ясон
Ясо́н, Іасо́н, Язо́н (грец. Ἰάσων) — герой давньогрецьких міфів, ватажок аргонавтів. Син Есона і Полімеди (варіанти: Амфіноми, Полімени, Алкімеди, Поліфеми й ін.). Після того як Пелій відібрав від брата Есона владу над Іолком, Ясон виховувався у кентавра Хірона. Коли небіж став дорослим, Пелій дав згоду повернути йому царський трон за умови, що Ясон дістане золоте руно. Ясон вирушив у Колхіду, за допомогою Медеї взяв золоте руно, привіз його до Греції і за допомоги Медеї помстився віроломному дядькові.

## У міфології

### Ранні роки
У Фессалії брат царя Афаманта, Кретей, збудував місто Іолк. Коли Кретей помер, правити в Іолку став його син Есон, але його брат по матері, син Посейдона, Пелій, узурпував владу. Згідно з пророцтвом оракула, його мав убити нащадок Еола, тому Пелій убив їх усіх, за винятком самого Есона, якого тримав в'язнем у палаці, щоб змусити відмовитися від спадку.
Есон був одружений з Полімелою, котра народила сина Діомеда. Знаючи, що Пелій бажатиме його смерті, Полімела вдала нібито син народився мертвим, а насправді віддала хлопчика кентавру Хірону на гору Пеліон. Кентавр дав хлопчику нове ім'я Ясон.
Пелій отримав нове пророцтво, що повинен остерігатися хлопця в одній сандалії. На той час Ясон уже виріс і сталося так, що разом з іншими юнаками йшов принести жертву Посейдону. Шлях пролягав через потік, де стара жінка просила перенести її через воду. Усі, крім Ясона, відмовилися, хоча у воді він втратив один сандалій. Насправді це була Гера, яка розгнівалася на Пелія за те, що він не приносив їй жертви, та вирішила згубити його при допомозі Ясона. Пелій побачив Ясона та зрозумів, що це його ворог, і спитав, що на його місці зробив би цей юнак. Гера змусила Ясона промовити: «Я відправив би його в Колхіду добути золоте руно». Після цього юнак став вимагати передати йому законну владу. Пелій побоявся привселюдно вбити його, бо на бік Ясона став його дядько, цар Фер, і цар Аміфаон, які були присутні на церемонії жертвопринесення Посейдону.
Отож, Пелій погодився відправити Ясона в Колхіду за золотим руном. Воно було потрібне цареві, оскільки юнак Фрікс, який мав бути принесений в жертву покоління тому, утік у Колхіду верхи на золотому барані, посланому його матір'ю. Згідно з Дельфійським оракулом, Іолк не міг би процвітати, поки руно перебуває за морем. Пелій пообіцяв, що коли руно буде доставлене в Іолк, він відмовиться від влади на користь Ясона.

### Підготовка до плавання за золотим руном

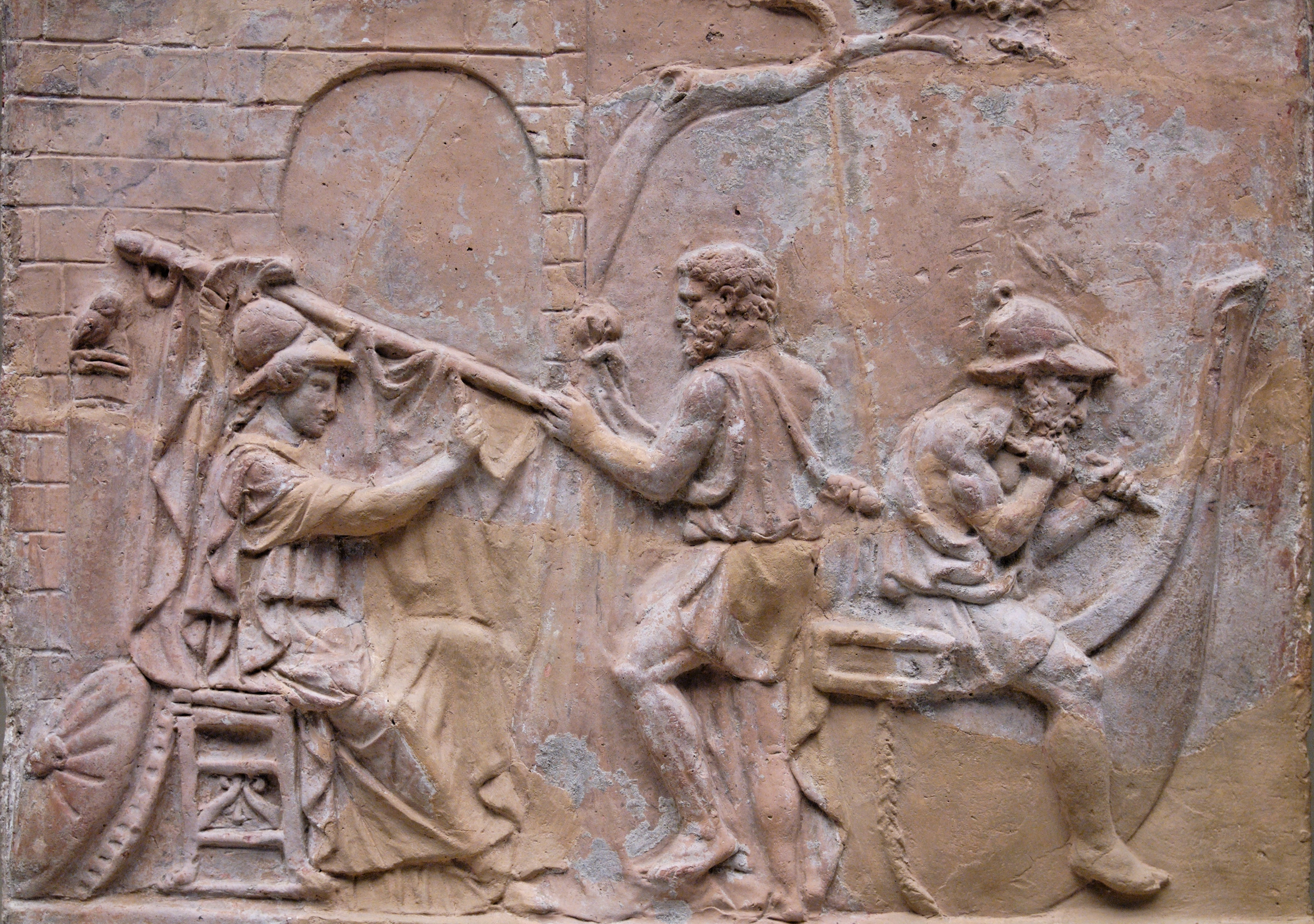
Будівництво «Арго». Теракотовий рельєф, Рим, імовірно I століття н. е.

Ясон розіслав гінців по всіх землях Греції і всюди кликав героїв у похід на Колхіду по золоте руно. На заклик відгукнулися численні герої — більше ніколи їх не збиралося одночасно в такій кількості. Ясон вмовив феспійця Арга допомогти побудувати п'ятдесятивесельний корабель, названий на честь творця «Арго» з дерева, зрубаного на горі Пеліон. Коли корабель був готовий, Гера додала в нього священного дуба з гаю, присвяченого Зевсу в Додоні.
Головним над героями, названими аргонавтами, вирішили поставити Геракла, проте він погодився, щоб керував плаванням сам Ясон як його затійник. За кидком жереба аргонавти визначили кому в парі з ким сидіти за веслами. Ясон на честь відплиття влаштував бенкет і присвятив Аполлону двох биків.

### Шлях у Колхіду
Перша зупинка аргонавтів відбулася на острові Лемнос. За рік до того всіх жінок на ньому було проклято, через що вони стали смердіти. Їхні чоловіки покинули їх і вирішили жити з фракійськими дівчатами, яких захопили під час набігів. За це жінки помстилися чоловікам, убивши їх усіх, крім царя Фоанта, якого врятувала дочка Гіпсипіла, лишивши в човні без весел. Гіпсипіла приховала від аргонавтів правду про те, що сталося на острові, але вирішила, що лемноські жінки повинні одружитися з гостями аби їхній рід не вимер. Ясону вона запропонувала царювати на острові. Він погодився, але тільки після того, я добуде золоте руно. Під час зупинки аргонавтів, лемноські жінки зачали від них, зокрема Гіпсипіла потім народила від Ясона синів Евнея та Неброфона. Евней пізніше став царем Лемноса. Невдовзі аргонавти зупинилися в Самофракії, де були посвячені в містерії Персефони та її слуг кабірів.
Пропливши вночі через володіння негостинного царя Лаомедонта, аргонавти прибули до острова Кізіка, де правив однойменний цар. Відбившись від шестриуких велетнів, які жили на місцевій горі, мандрівники отримали гостинний прийом від царя. Та коли вони відплили далі, вітер змінився та прибув «Арго» назад до острова. Його охоронці, сприйнявши появу корабля за напад піратів, атакували аргонавтів. У цій битві загинув і цар Кізік. Через це дружина Кізіка, Кліта, повісилася, а зі сліз німф, які оплакували її смерть, утворилося джерело, назване на честь Кліти. Ще довго не було попутного вітру, поки аргонавт Мопс, який знав мову птахів, не почув від зимородка, що для хорошого вітру треба умилостивити богиню Рею, розгнівану за вбивство її велетнів. Тому аргонавти встановили на острові ідол Реї, вирізаний Аргом. На знак прихильності богиня створила джерело. Через скорботу за Кізіком виник звичай впродовж місяця не запалювати вогнів і їсти лише сиру їжу.
У подальшому плаванні аргонавти влаштували змагання з веслування, в якому Геракл зламав своє весло. На найближчому острові він вирушив на пошуки дерева для нового весла, а тим часом його зброєносець Гілас зник. Як з'ясувалося, в нього закохалася німфа Дріопа та забрала до свого підводного палацу. Проте цей випадок посварив аргонавтів, тому Геракла та Поліфема залишили на острові.
«Арго» зупинився в землях бебриків, де правив цар Амік, який викликав усіх гостей на кулачний поєдинок і неодмінно вбивав їх. Аргонавт Полідевк здолав і вбив його, а потік разом з товаришами повбивав і всіх воїнів Аміка. Оскільки цар був сином Посейдона, Ясон приніс йому в жертву дванадцять червоних биків, щоб умилостивити.

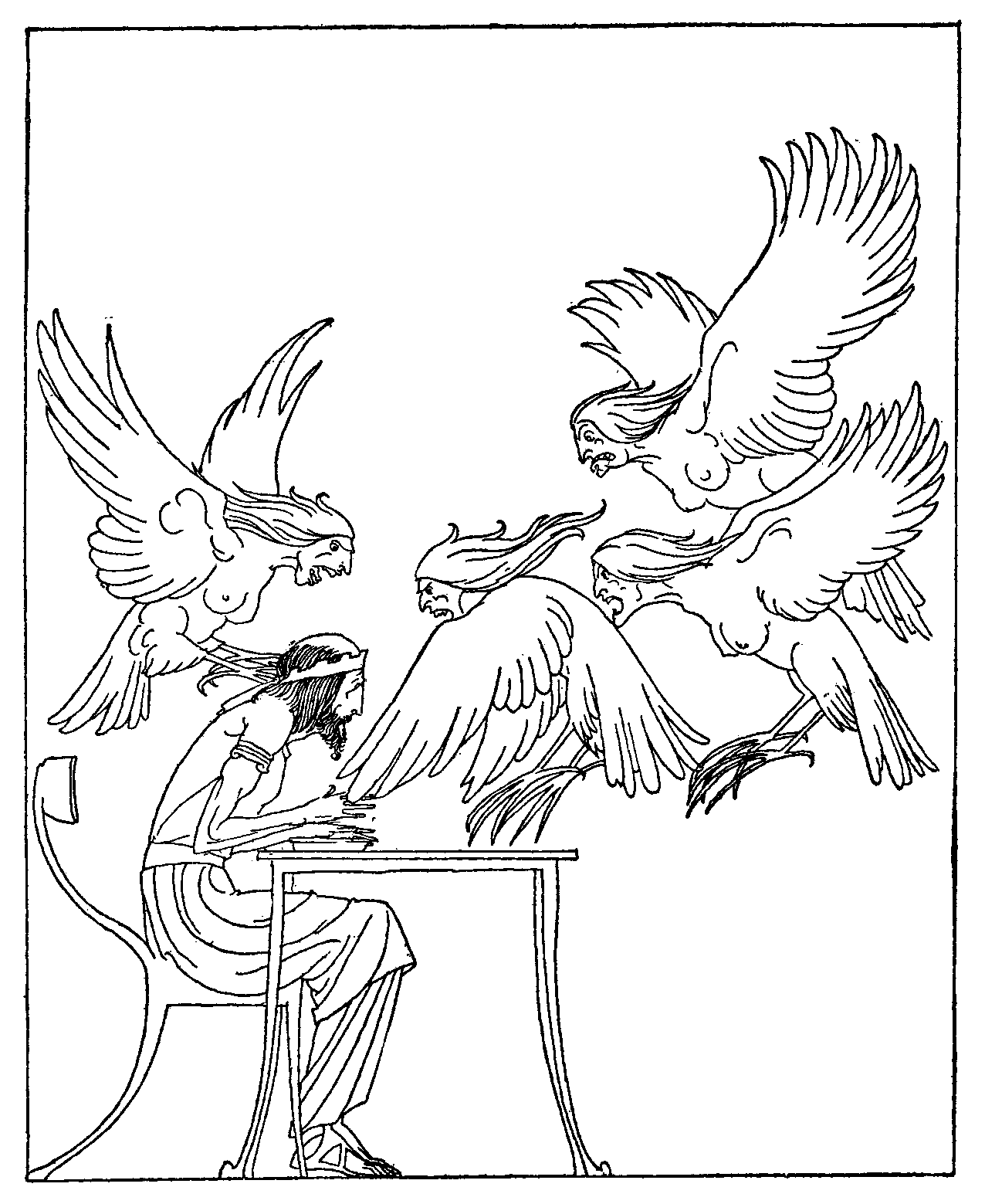
Фіней з гарпіями

Наступною зупинкою був берег Фракії, де проживав сліпий віщун Фіней, колишній цар цих земель. Його було покарано Аполлоном сліпотою за те, що він зловживав даром віщування. На додаток всію його їжу викрадали та псували гарпії. Фіней погодився розповісти де шукати золоте руно, якщо аргонавти позбавлять його від гарпій. Аргонавти Калаїд і Зет прогнали гарпій і вони більше ніколи не поверталися у Фракію. За це Фіней докладно розповів яким буде подальший шлях і які небезпеки чекають попереду.

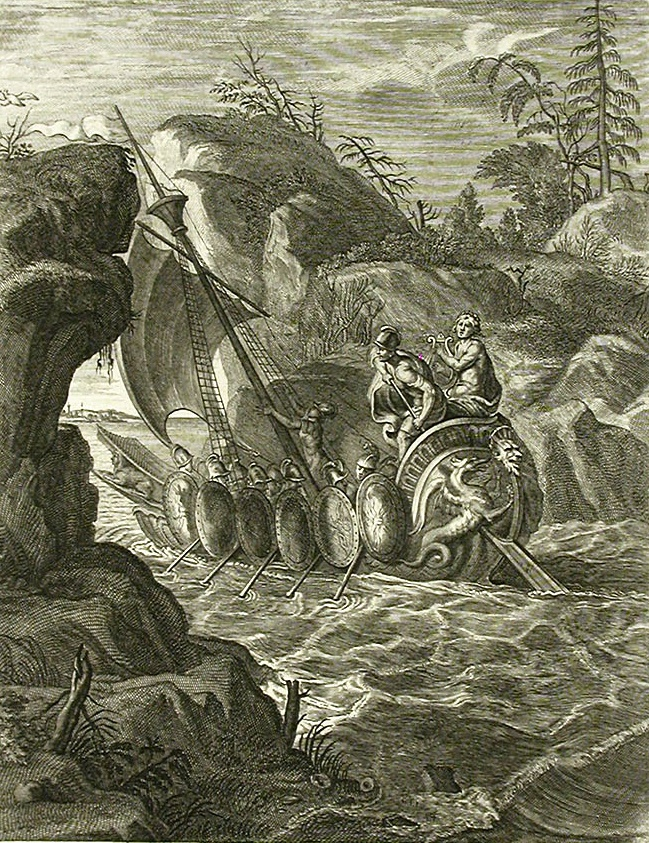
Бернар Пікар, Аргонавти пропливають Сімплегадські скелі,1733 р.

Продовжити плавання довелося через Сімплегадські скелі, які постійно розходилися і знову вдарялися одна об одну. Евфем за порадою Фінея випустив попереду голуба, він пролетів між скелями, втративши тільки хвіст. Завдяки цьому аргонавти розрахували час і «Арго» проплив скелі майже неушкодженим, позбувшись тільки кількох дошок. Таким чином корабель заплив у Чорне море.
Під час перебування на острові Тиніада до аргонавтів зійшов Аполлон. З цієї нагоди мандрівники поклялися ніколи не покидати одне одного до кінця плавання, а Орфей спорудив вівтар.
Потім аргонавти спинилися в володіннях царя Ліка, який був вдячний їм за вбивство свого ворога Аміка. В подяку він дав їм провідником свого сина Даскіла. Але також двоє аргонавтів так загинули: одного вбив кабан, інший помер від хвороби. Тому в Сінопі Ясон набрав добровольців, щоб поповнити команду.
Біля острова Ареса на «Арго» напали Стімфалійські птахи, що скидали гостре бронзове пір'я. Аргонавти заздалегідь одягнули обладунки та відігнали птахів криком. Невдовзі мандрівники врятували кількох уцілілих із бурі, що прямували в Орхоменське царство та приходилися багатьом аргонавтам далекими родичами.
Коли мандрівники прибули до берегів Колхіди та побачили Кавказькі гори, Ясон здійснив на честь тутешніх богів узливання вина та меду, а корабель сховав у заплаві.

### У Колхіді

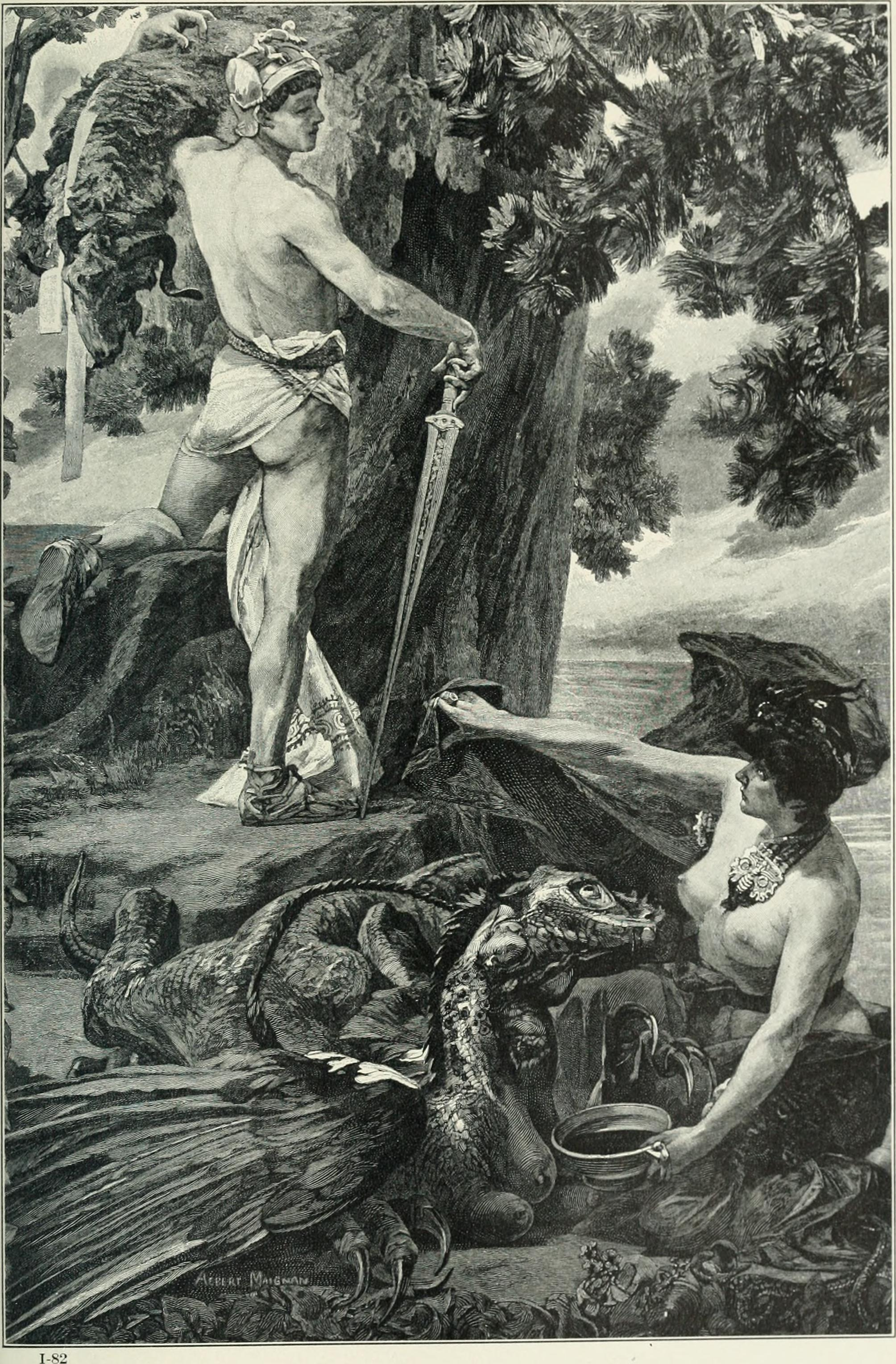
Ясон і Медея прийшли по золоте руно, 1913 р.

Коли аргонавти прибули в Колхіду, богиня Гера і богиня Афіна вмовили богиню кохання Афродіту вселити Медеї, Еєтовій дочці, кохання до Ясона, бо одна тільки чарівниця Медея може допомогти йому в небезпечнім подвигу. Афродіта підкупила Ероса, щоби він закохав Медею в Ясона.
Мандрівників зустріла цариця Халкіопа, котра була вдячна за порятунок своїх синів з бурі. Цар Еєт проте не бажав бачити греків у своїх землях і наказав забиратися. Та Медея запропонувала аби Ясон пройшов випробування, що здавалося Еєту нездійсненним: зорати поле двома вогнедишними мідними биками та засіяти зубами дракона, подарованими Афіною. Закохана в Ясона, Медея пообіцяла допомогти йому, якщо герой забере її з собою.
Завдяки зіллю, даному Медеєю, Ясон став невразливим до вогню, приборкав биків і запряг їх у ярмо. Потім він зорав ними поле та посіяв зуби дракона, з яких виросли воїни. Ясон кинув в їхню гущу камінь, воїни стали битися між собою та загинули, а вцілілих герой добив мечем. Попри це Еєт відмовився видати золоте руно та став погрожувати спалити «Арго» й повбивати аргонавтів.
Тоді Медея провела Ясона в священний гай, присвячений Аресу, де золоте руно оберігав невсипущий дракон. Вона приспала дракона, бризнувши йому на повіки зілля. Ясон зняв руно з дуба та поспішив з Медеєю на «Арго». Жерці Ареса підняли тривогу та поранили кількох аргонавтів. Але мандрівники все ж зуміли відплисти, а Медея вилікувала поранених.

### Шлях додому
Еєт спрямував навздогін за «Арго» свій флот. Щоб спинити його, Медея вбила свого зведеного брата Апсірта, що прибув для перемовин, розрубала його тіло на шматки та викинула в море. Еєт був змушений затриматися, щоб зібрати його останки. Шматок дуба, вмонтований у «Арго», став пророкувати, що корабель не попливе далі, поки аргонавти не очистяться від цього вбивства. Тому мандрівники зупинилися в тітки Медії — Кірки, що провела обряд очищення. Ясон та Медея вирушили далі додому по суші, аби збити Еєта з пантелику. Вони знайшли прихисток в цариці Арети, яка постановила, що якщо Медея ще незаймана, то повинна повернутися додому в Колхіду. Тому Ясон негайно одружився з Медеєю в печері Макріди, годувальниці Діоніса. Колхідці, що вирушили навздогін, не наважили повертатися, коли довідалися про це, та збудували місто Пола.
Ясон воз'єднався з аргонавтами і далі вони попливли в Іолк. Завдяки грі Орфея їм вдалося оминути острів сирен, адже музика заглушили їхній спів. Несподіваний шторм викинув корабель на берег Лівії. Аргонавтам довелося дванадцять днів нести «Арго» по пустелі і вони вижили тільки завдяки джерелу, яке там раніше пробив Геракл, коли шукав яблука Гесперид. Ясон став прохати в бога Тритона про допомогу та пожертвував йому золотий трініжник. Тритон погодився тягнути корабель до самого моря та прорік, що якщо триніжник забере хтось із нащадків аргонавтів, у цих місцях виникне сто грецьких міст. Почувши пророцтво, лівійські дикуни викрали триніжник і сховали, тому пророцтво так і не збулося.

Вибравшись із Лівії, аргонавти наблизилися до Криту, який охороняв мідний велетень Талос. Він став жбурляти в корабель каміння, тоді Медея запропонувала йому зілля, що нібито зробить його безсмертним. Випивши зілля, Талос заснув, Медея вийняла з його п'яти гвіздок, звідти витекла вся кров і велетень помер. За іншими версіями, Талоса здолали ще до подорожі в Колхіду. 

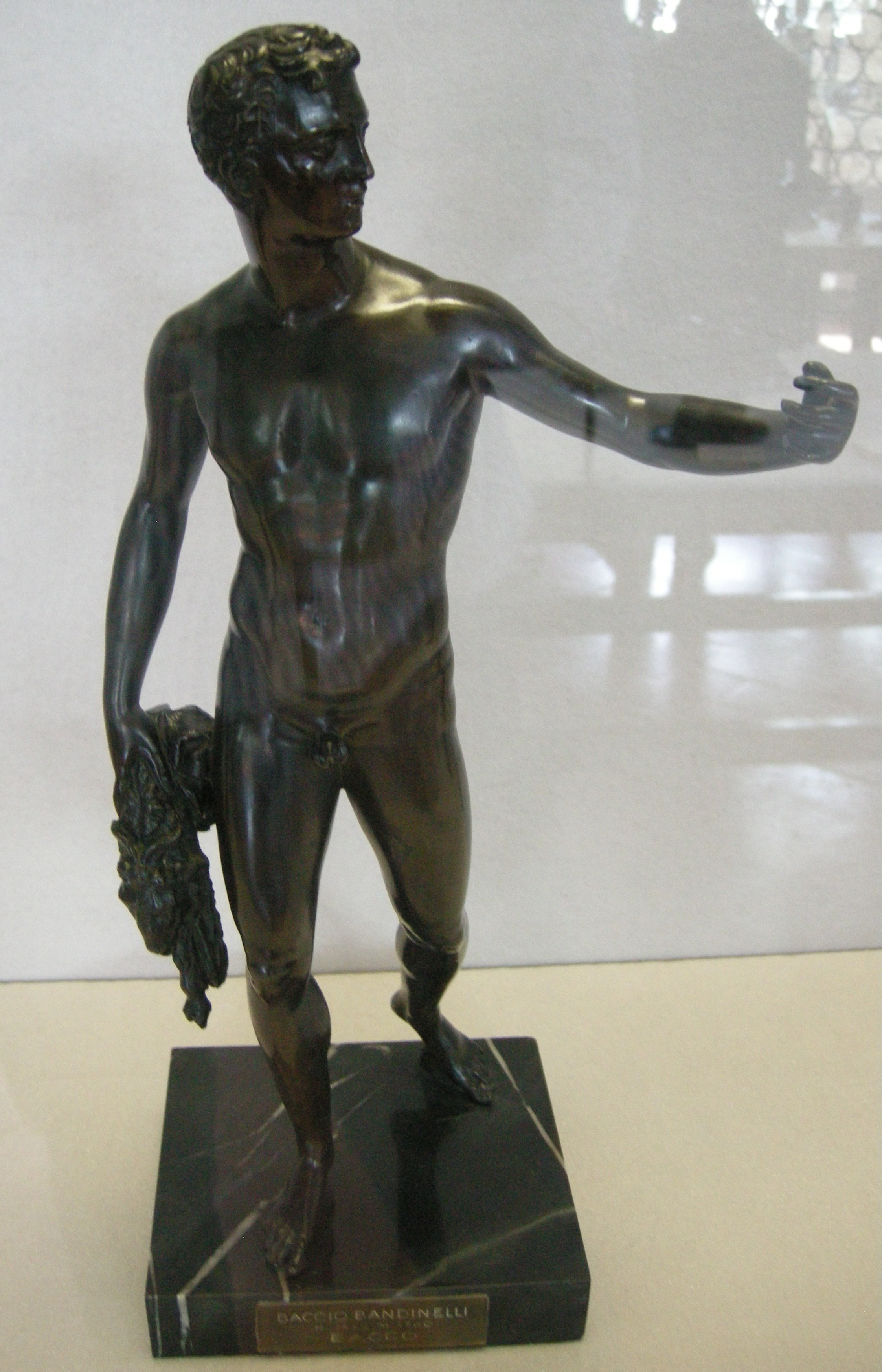
Ясон. Скульптура Баччо Бандінеллі

### В Іолку
До того часу аргонавтів уже вважали загиблими, тому Пелій змусив Есона випити отруту, а його новонародженого сина Промаха вбив об підлогу. Полімела повісилася, але перед цим прокляла Пелія.
Аргонавти вирішили, що їх замало для битви з військом Пелія. Медея порадила сховатися в околицях і напасти на Іолк, коли вона подасть знак смолоскипом. У супроводі рабинь вона вирушила до міста, несучи статую Артеміди, яку взяла з Колхіди. Медея запевнила охоронців, що богиня бажає принести Іолку процвітання і ті не наважилися її затримати. Пелій поцікавився в чому справа і Медея переконала його, що знає секрет вічної молодості. Вона обманула царя, показавши трюк як розрубала барана, кинула шматки в казан, зварила та потім оживила вже ягням (насправді ягня було сховане в статуї Артеміди). Пелій повірив Медеї, тоді вона підмовила його дочок розрубати батька і той воскресне молодим. Поки останки варилися, вона наказала дочкам царя вийти на дах палацу зі смолоскипами. Побачивши вогні, аргонавти напали на місто.
Побоюючись помсти сина Пелія, Акаста, Ясон відмовився від влади над Іолком. Золоте руно Ясон лишив у храмі Зевса в Орхомені, а корабель «Арго» присвятив Посейдону. Цар Коринф у той час помер, не лишивши нащадків, тому Медея заявила права на трон. Ясон став правити замість нього та прожив з Медеєю десять років.

### Пізні роки
Потім Ясон став підозрювати, що Медея отруїла Коринфа, тож, побоюючись за своє життя, вирішив розлучитися з нею та одружитися з Главкою, дочкою царя Креонта. Медея підіслала Главці підступний подарунок — золотий вінець і білі шати. Щойно Главка одягнула їх, як загорілася і полум'я перекинулося на гостей. Ясон врятувався, вистрибнувши у вікно. Зацікавлений таким вчинком, Зевс став залицятися до Медеї. Гера натомість пообіцяла зробити її дітей від Ясона безсмертними, якщо вона відмовиться. Медея поклала дітей на жертовник Гери та втекла на колісниці, запряженій крилатими зміями, яку отримала від Геліоса. Трон вона заповіла Сізіфу. Інша версія повідомляє, що Медея підпалила палац і діти згоріли в ньому. Вижили тільки Фессал і Ферет.

## У мистецтві

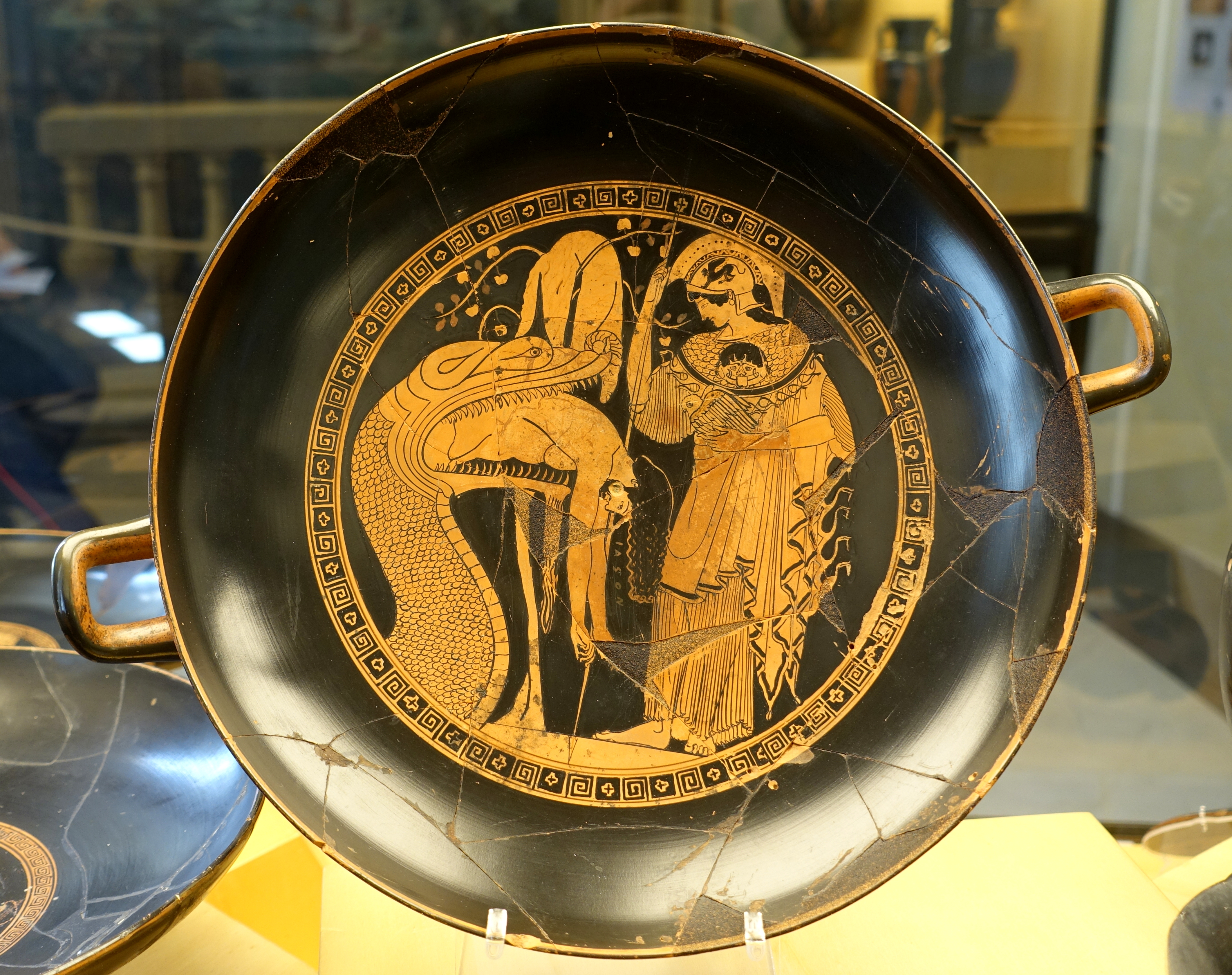
Афіна рятує Ясона від дракона, розпис на киліку авторства Дуріса, 500-450 роки до н.е.

Міфи про Ясона були популярними сюжетами в давньогрецькому мистецтві. Про їхню давність свідчить сцена з Ясоном на коринфському алабастроні VII ст. до н.е. Найдавніше зображення корабля «Арго» міститься на фрагменті метопи зі скарбниці сікіонів у Дельфах, датованої близько 570 року до н.е. Наявність різноманітних сцен із міфів на аттичній, лаконійській, коринфській, халкідській та південноіталійській кераміці протягом VI й V ст. до н.е., доводять поширення та привабливість образу Ясона. Серед відомих давньогрецьких зображень Ясона — розписи на вазах і киліках, зокрема афінського вазописця Дуріса.
Хоча частина міфів про Ясона спираються на стародавні матеріали, найповніша та загальноприйнята версія його життєпису міститься в епічній поемі «Аргонавтика» Аполлонія Родоського, написаній в Александрії наприкінці III ст. до н. е.
Інша поема під назвою «Аргонавтика» була написана Гаєм Валерієм Флакком наприкінці I ст. н. е., яка раптово закінчується проханням Медеї супроводжувати Ясона в його подорожі додому. Незрозуміло, була частина цієї епічної поеми втрачена, чи вона ніколи не була закінчена. Третя поема — «Аргонавтика Орфіка», зосереджена на ролі Орфея в подорожі аргонавтів.
Історію помсти Медеї Ясону розповідає Евріпід у своїй трагедії «Медея».

Ясон коротко згадується в «Божественній комедії» Данте у частині «Інферно». Він з'являється у XVIII п'єсі, де Данте та його провідник Вергілій бачать, як Ясона карають у восьмому колі пекла в числі підступників і спокусників.

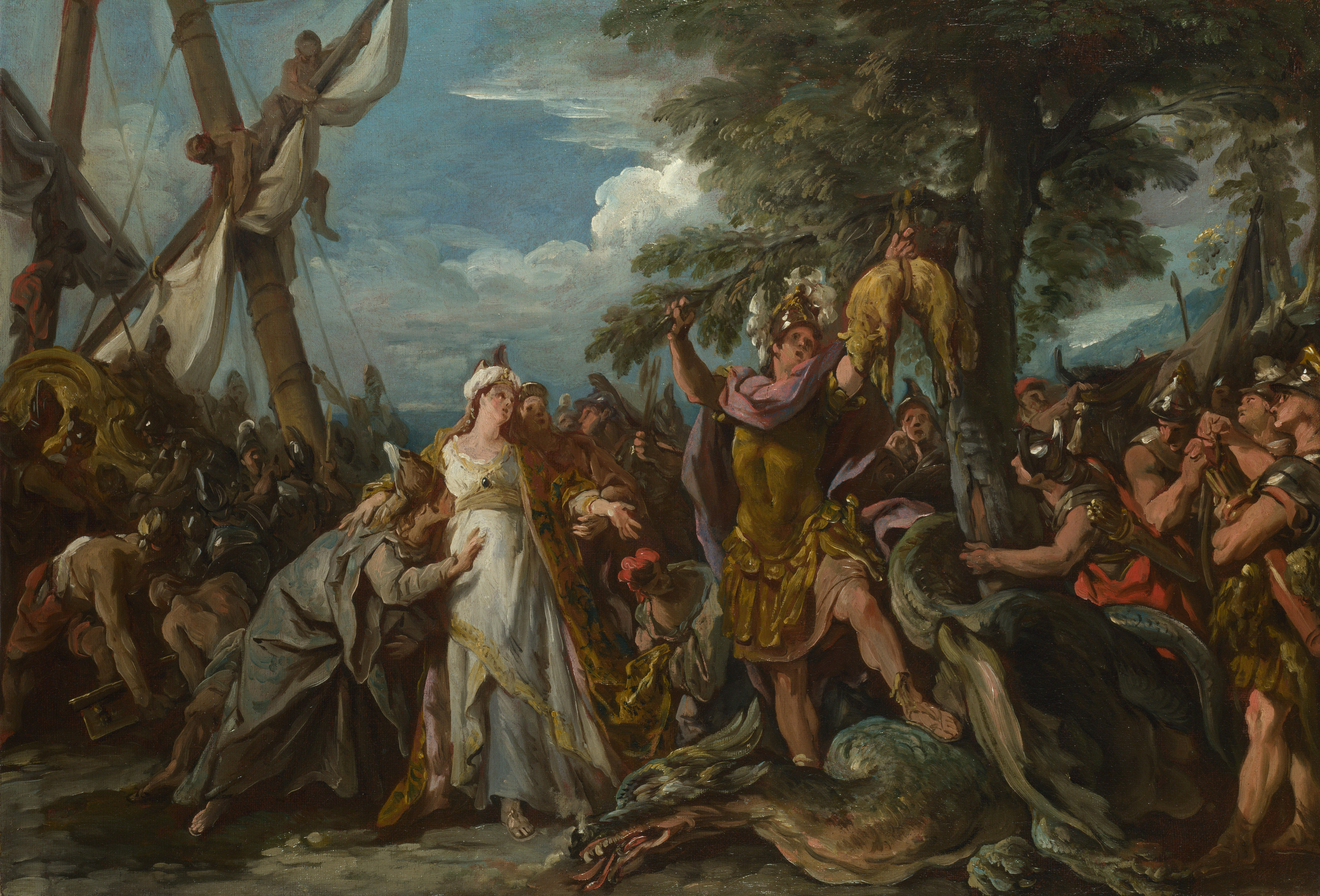
Жан-Франсуа де Труа. «Взяття Золотого Руна», 1742 р.

Опера «Ясон» Франческо Каваллі, вперше поставлена 1649 року, стала однією з найуспішніших опер XVII століття та гумористично обігрує деякі міфи про героя.
Вільям Морріс написав англійську епічну поему «Життя і смерть Ясона», опубліковану в 1867 році.
Роберт Грейвс у романі «Золоте руно», написаному в 1944 році, пропонував реалістичні пояснення міфічних подій та місцями гумористично обігрував пригоди Ясона. Генрі Тріс у романі «Ясон» також описував подорож Ясона в реалістичній манері, зосереджуючись на протистоянні жіночого культу богині-матері та чоловічого культу Зевса.
У кіно Ясон вперше зображений у італійському фільмі «Геркулес» 1958 року.
Книга «Персі Джексон і море чудовиськ» (2006) Ріка Ріордана має численні паралелі з подорожами Ясона.